# Watertoren (Bunnik)
De watertoren in Bunnik, ook wel watertoren van Werkhoven genoemd, werd gebouwd in 1937.
De watertoren heeft een hoogte van 43,30 meter en heeft een waterreservoir van 306 m³. De toren is gelegen aan de Watertorenweg.
Sinds 2008 is de toren een gemeentelijk monument. Het gebouw is in gebruik als woonruimte, horecavoorziening en atelier. 

## Afbeeldingen

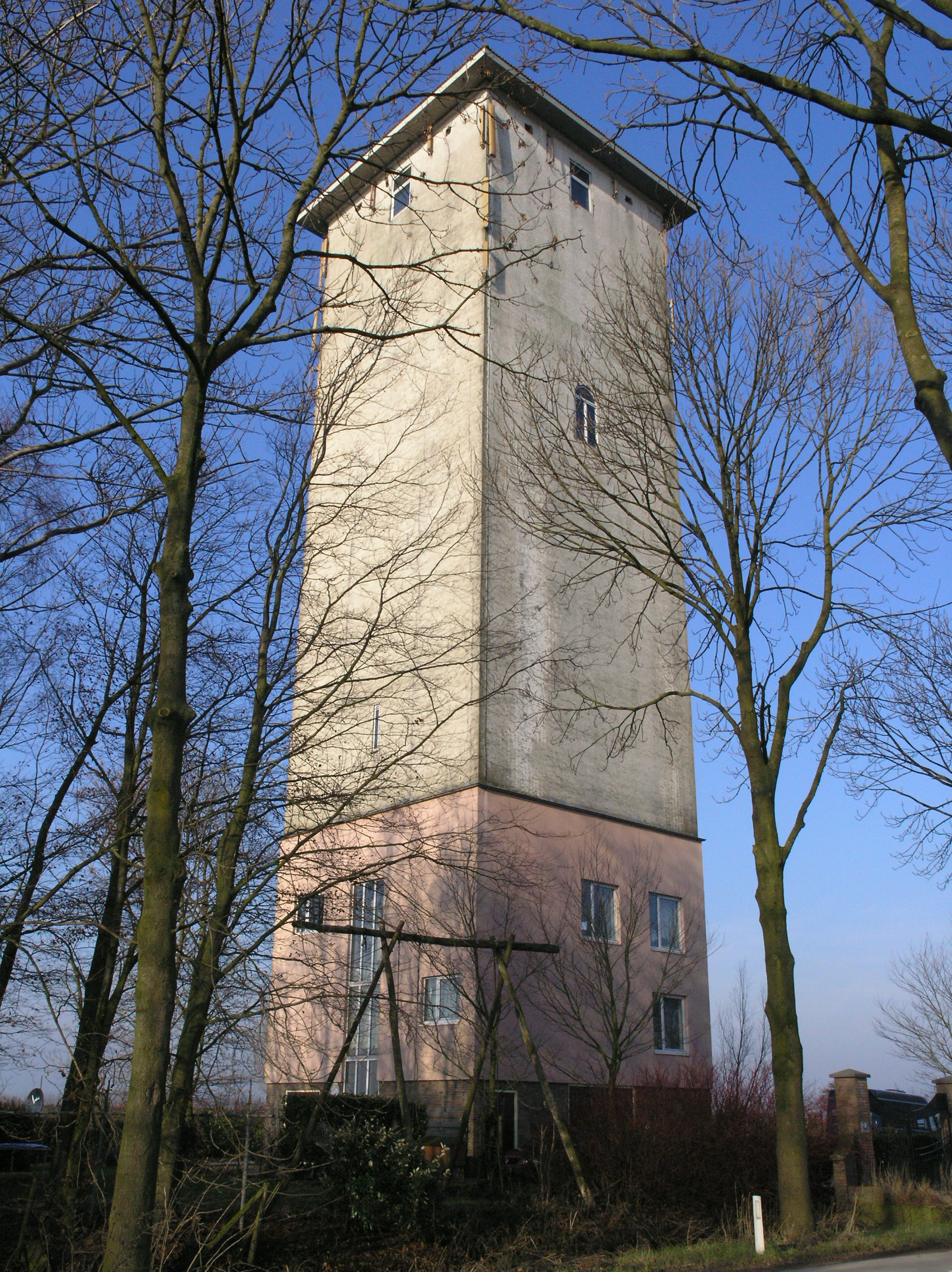
De toren in 2006
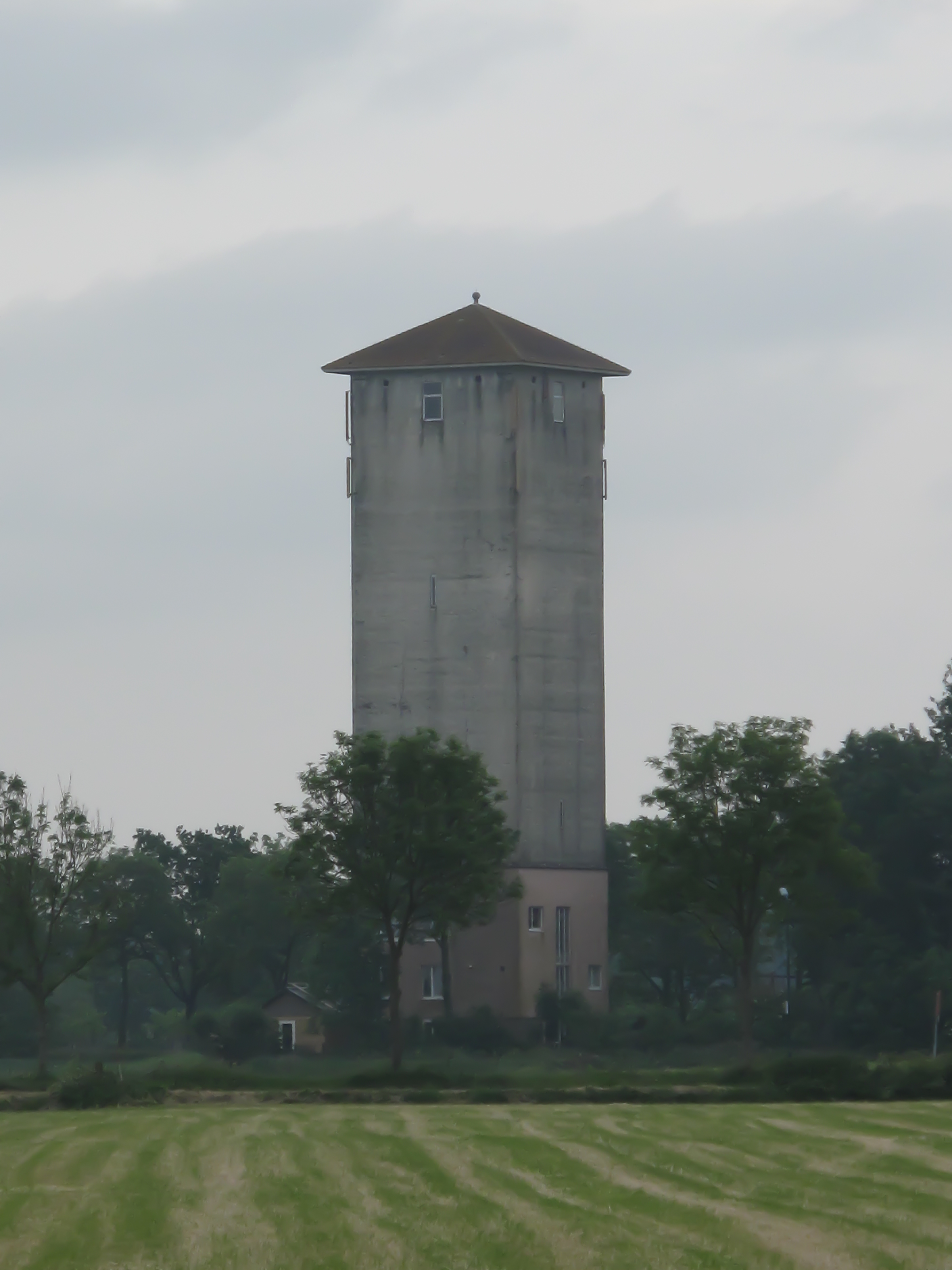
De toren in 2012
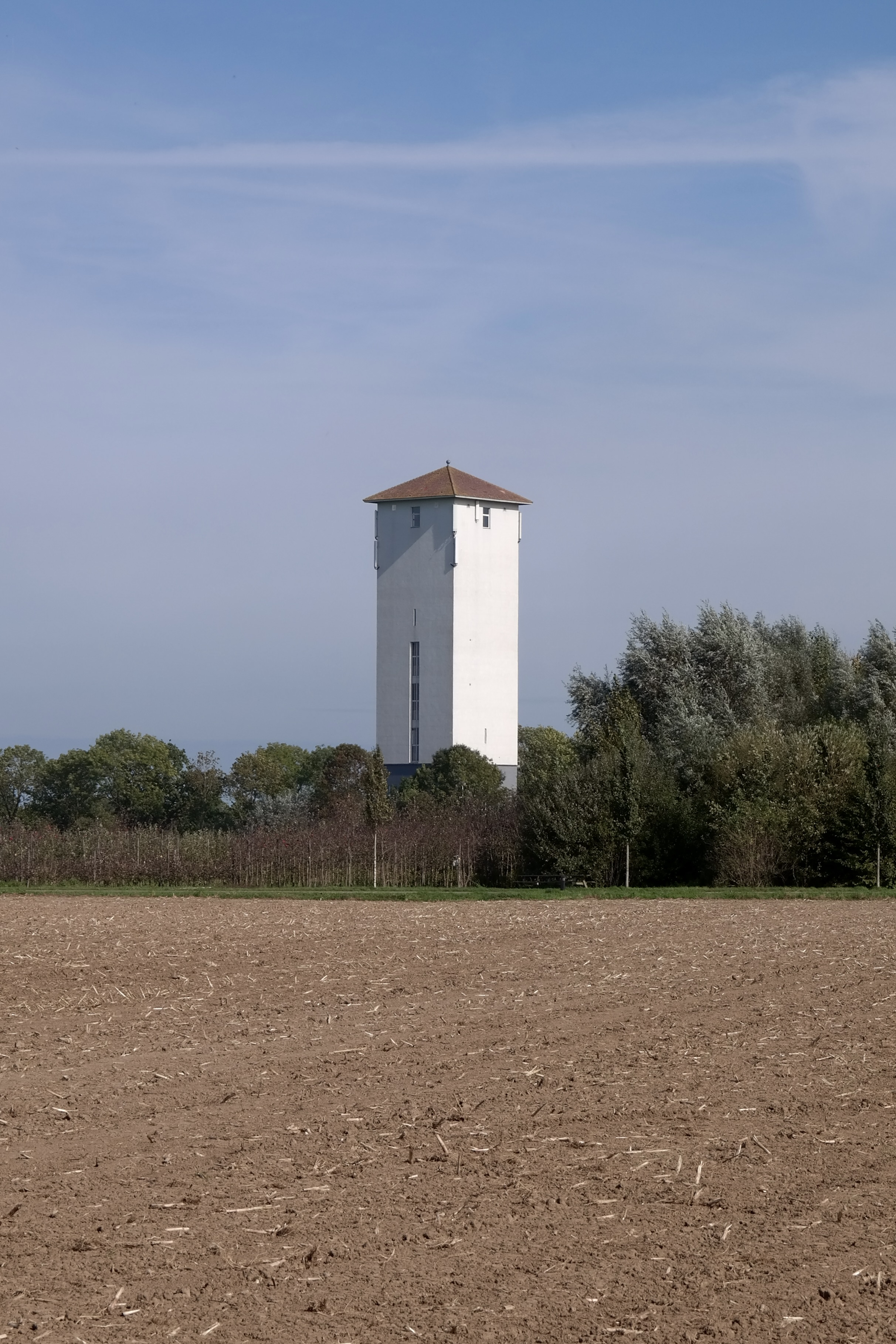
De toren in 2023 vanuit het zuidwesten bezien